# Granotoma
Granotoma is een geslacht van weekdieren uit de klasse van de Gastropoda (slakken).

## Soorten
- Granotoma albrechti (Krause, 1885)
- Granotoma krausei (Dall, 1887)